# Latvijas Basketbola Līga
La Latvijas Basketbola līga, nota anche come LBL, è la massima serie del campionato lettone di pallacanestro.

## Storia
Dopo il crollo dell'Unione Sovietica, nel 1992 ogni ex-Repubblica sovietica ha cominciato ad organizzare un campionato di pallacanestro.
In Lettonia, dopo l'iniziale dominio incontrastato del Brocēni, vincitore tra il 1992 e il 1999, e poi scomparso nel 2001 dopo la scissione dell'ASK Riga dal Barons LMT, è emersa la supremazia del Ventspils contrastata soprattutto dal VEF Riga.

## Albo d'oro
- 1992  Brocēni
- 1992-1993  Brocēni
- 1993-1994  Brocēni
- 1994-1995  Brocēni
- 1995-1996  Brocēni
- 1996-1997  Brocēni
- 1997-1998  Brocēni
- 1998-1999  Brocēni
- 1999-2000  Ventspils
- 2000-2001  Ventspils
- 2001-2002  Ventspils
- 2002-2003  Ventspils
- 2003-2004  Ventspils
- 2004-2005  Ventspils
- 2005-2006  Ventspils
- 2006-2007  ASK Rīga
- 2007-2008  Barons Rīga
- 2008-2009  Ventspils
- 2009-2010  Barons Rīga
- 2010-2011  VEF Rīga
- 2011-2012  VEF Rīga
- 2012-2013  VEF Rīga
- 2013-2014  Ventspils
- 2014-2015  VEF Rīga
- 2015-2016  Valmiera
- 2016-2017  VEF Rīga
- 2017-2018  Ventspils
- 2018-2019  VEF Rīga
- 2019-2020  VEF Rīga
- 2020-2021  VEF Rīga
- 2021-2022  VEF Rīga
- 2022-2023  VEF Rīga
- 2023-2024  VEF Rīga
- 2024-2025  VEF Rīga

## Vittorie per club
| Club        | Titolo | Città     | Anno                                                                   |
| ----------- | ------ | --------- | ---------------------------------------------------------------------- |
| VEF Rīga    | 12     | Riga      | 2011, 2012, 2013, 2015, 2017, 2019, 2020, 2021, 2022, 2023, 2024, 2025 |
| Ventspils   | 10     | Ventspils | 2000, 2001, 2002, 2003, 2004, 2005, 2006, 2009, 2014, 2018             |
| Brocēni     | 8      | Riga      | 1992, 1993, 1994, 1995, 1996, 1997, 1998, 1999                         |
| Barons Rīga | 2      | Riga      | 2008, 2010                                                             |
| ASK Rīga    | 1      | Riga      | 2007                                                                   |
| Valmiera    | 1      | Valmiera  | 2016                                                                   |